# أولاد مسعود (سيدي رحال الشاطئ)
أولاد مسعود هي إحدى مشيخات المملكة المغربية، تتبع جغرافيا لإقليم برشيد وإداريًا لسيدي رحال الشاطئ. يقدر عدد سكانها بـ 18353 نسمة حسب الإحصاء الرسمي للسكان والسكنى لسنة 2004.